# Distretto di Wutongqiao
Il distretto di Wutongqiao (五通桥区S, Wǔtōngqiáo QūP) è un distretto della Cina, situato nella provincia di Sichuan e amministrato dalla prefettura di Leshan.